# Microscopía de superresolución

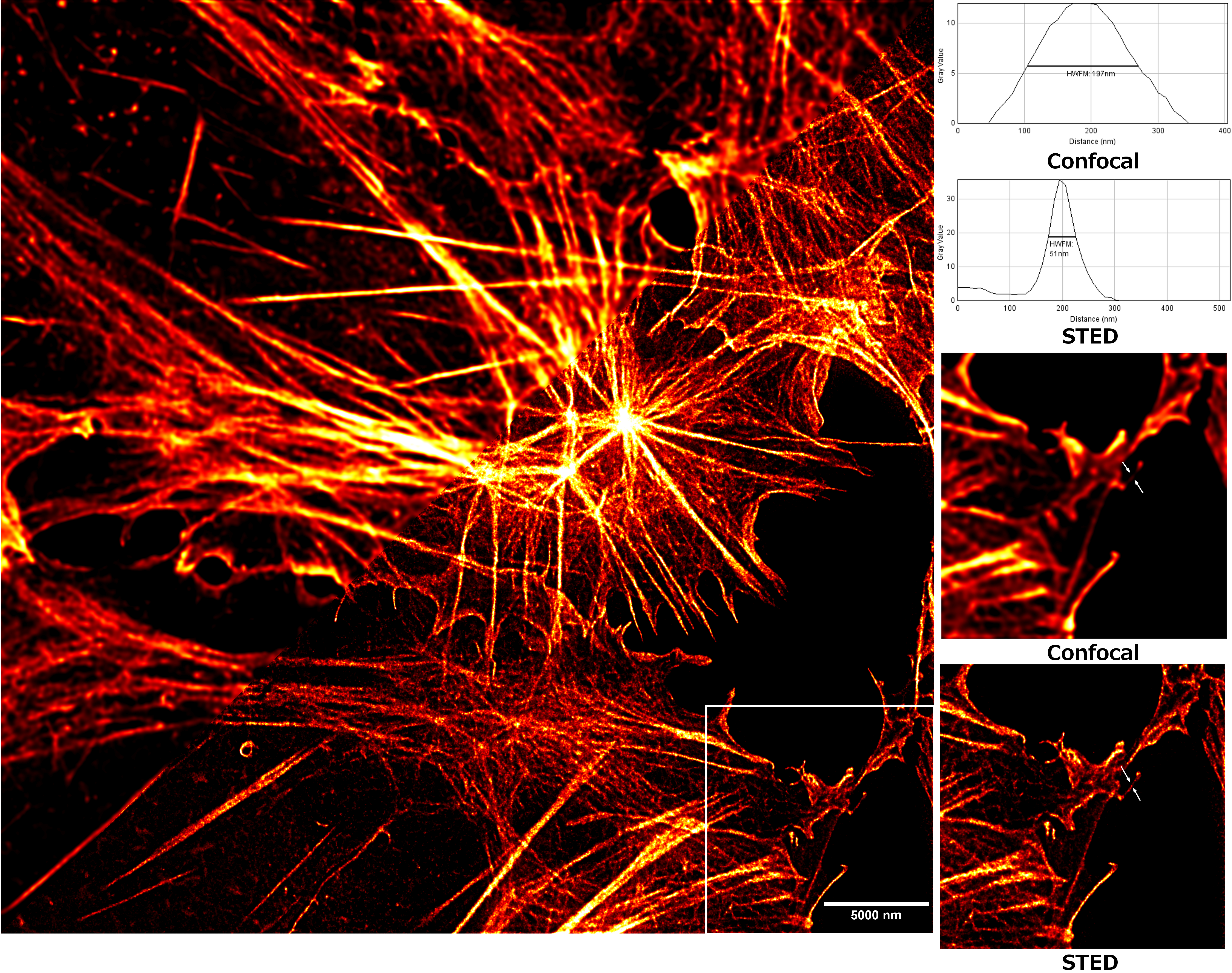
Mejora de resolución entre un microscopio confocal tradicional y STED.

En la microscopía óptica, el término microscopía de super-resolución (también microscopía de superresolución o nanoscopía) se usa para agrupar distintas técnicas que permiten obtener imágenes con mayor resolución que la resolución máxima dada por el límite de difracción. La resolución óptica de un microscopio óptico convencional está limitada por la difracción de la luz, determinado por Ernst Abbe,  que a su vez depende de la longitud de onda de la luz usada y la apertura numérica del microscopio. Para un microscopio óptico estándar, con luz del espectro visible, esta resolución está en torno a los 200 nm lateralmente y los 600 axialmente. Las técnicas de microscopía de super-resolución permiten resolver objetos de tamaño menores que este límite impuesto por difracción, y pueden llegar al orden de los 10 nm.
Las técnicas de adquisición de imágenes de super-resolución incluyen, entre otros, los métodos de localización de moléculas individuales, las técnicas de agotamiento de emisión estimulada (STED por sus siglas en inglés, stimulated emission depletion), microscopía de campo cercano (NSOM, near-field scanning optical microscopy), microscopía confocal ayudada o no (con pinhole cerrado) de técnicas computacionales o el microscopio 4Pi.
El Premio Nobel de Química del año 2014 se le concedió a Eric Betzig, William E. Moerner y Stefan Hell por el desarrollo de la microscopía de fluorescencia de super-resolución ("the development of super-resolved fluorescence microscopy").

## Historia
La microscopía óptica, desde su desarrollo, se veía limitada a una restricción física a la hora de resolver estructuras pequeñas. En 1873, Ernst Abbe publicó una ecuación que relacionaba esta limitación física con la longitud de onda de la luz usada y la apertura numérica del objetivo. Aunque en una publicación posterior Hermann von Helmholtz sugirió que esta fórmula en realidad había sido descubierta previamente por Joseph-Louis Lagrange, al menos 61 años antes. En cualquier caso, esto llevó a la comunidad científica a pensar, durante la mayor parte del siglo XX, que en los microscopios ópticos nunca se podría observar estructuras menores a los 200 nm.
En la década de 1990, se desarrollaron en paralelo dos métodos diferentes para evitar este límite. Por una parte, en 1994 Stefan Hell y Jan Wichmann propusieron un método,  llamado técnica de agotamiento de emisión estimulada (STED), en el que un pulso de luz excitara todas las moléculas fluorescentes, mientras que otro pulso de luz agotaría la fluorescencia de todas las moléculas exceptuando las que estuvieran en un volumen central de tamaño reducido. En el año 1999, junto con Thomas Klar, demostró que estas ideas se podían llevar a cabo rebasando el límite de difracción. Paralelamente, mientras trabajaba en la fluorescencia de la proteína GFP (green fluorescent protein), William E. Moerner descubrió que una de sus variantes podía ser encendida y apagada a voluntad. Al esparcir estas proteínas, de forma que las distancias entre proteínas fuera mayor que el límite de difracción, un microscopio estándar podría discernir entre moléculas individuales. Junto a los trabajos de Eric Betzig, esto permitió reconstruir imágenes que rebasaban el límite de difracción, mediante la detección de moléculas individuales y la superposición de imágenes tomadas en una serie temporal.

## Técnicas de super-resolución
Hay dos grupos principales de métodos para microscopía de super-resolución:
1. Super-resolución determinista: explotan la respuesta no-lineal a la excitación mediante luz de las moléculas fluorescentes usadas, típicamente fluoróforos. El ejemplo paradigmático es la técnica de agotamiento de emisión estimulada (STED).

1. Super-resolución estocástica: se basan en que el comportamiento temporal de las moléculas fluorescentes es complejo, y se puede usar para que fluoróforos cercanos entre sí emitan luz a tiempos distintos, parpadeo, permitiendo así su resolución. Estos métodos incluyen los métodos de localización de moléculas individuales entre los que se encuentran PALM (Photo-activated localization microscopy o microscopía de localización foto-activada) o STORM (Stochastic optical reconstruction microscopy o microscopía óptica estocástica de reconstrucción).